# 水胞藻属
水胞藻属（学名：Hydrococcus）为水胞藻科的一个属。本属的模式种为（Hydrococcus rivularis）。

## 下级分类
本属包括以下物种：
- Hydrococcus cesatii Rabenh.
- 小水胞藻 Hydrococcus minor
- 溪边水胞藻 Hydrococcus rivularis Kützing, 1833